# Malformacja

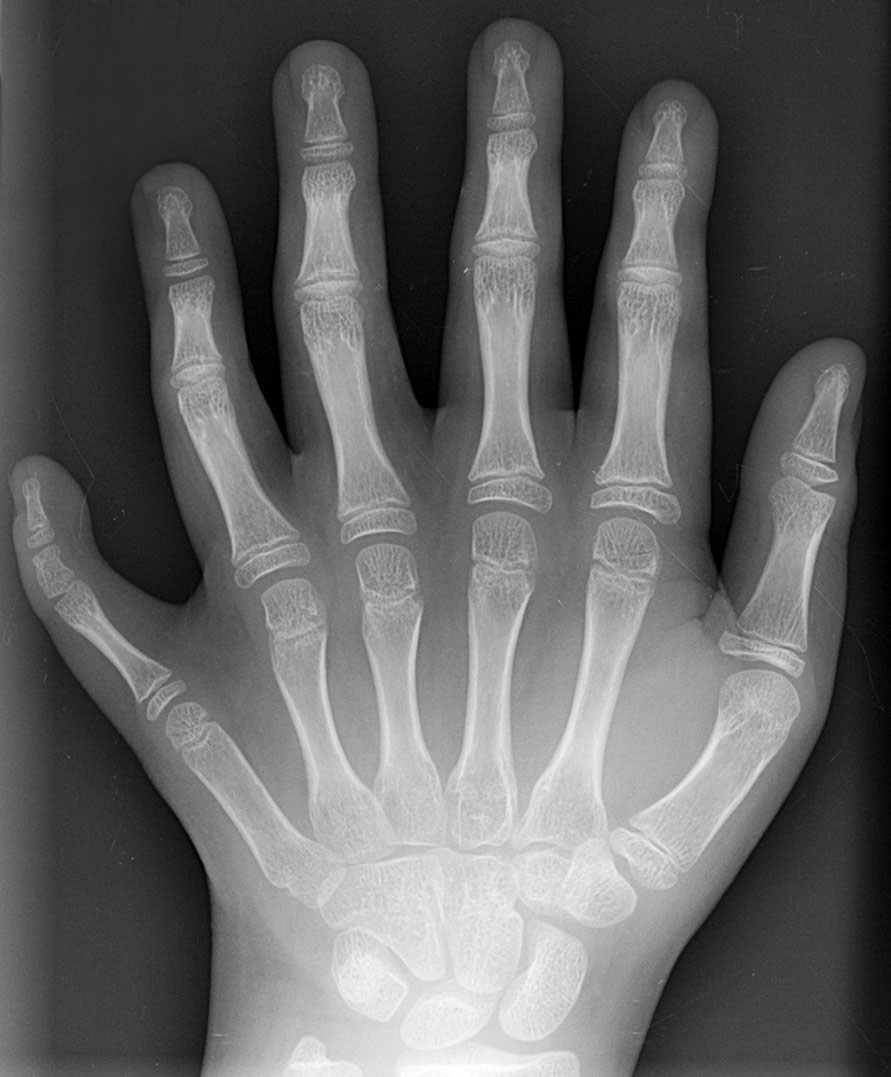
Przykład polidaktylii

Malformacja (łac. malformatio, ang. malformation) – rodzaj wady wrodzonej, wywołanej przez pierwotne zaburzenie rozwoju w okresie zarodkowym. Pierwotne zaburzenie dotyczy proliferacji, różnicowania, migracji, apoptozy komórek albo procesów wzajemnego komunikowania się komórek. Pierwotne zaburzenie funkcji komórek hamuje, opóźnia lub kieruje w niewłaściwym kierunku rozwój tkanek i całych narządów. Określenie wady wrodzonej jako malformacji wskazuje na to, że defekt miał miejsce w okresie różnicowania lub organogenezy.
Nieprawidłowości morfogenezy powodujące malformacje mogą mieć charakter:
- niecałkowitej morfogenezy, w tym:
  - agenezja
  - hipoplazja
  - niecałkowite zamknięcie (np. rozszczep podniebienia, zajęcza warga)
  - niecałkowite rozdzielenie (np. syndaktylia)
  - niecałkowity zanik i obecność przetrwałej, pierwotnej formy (np. uchyłek Meckela)
  - utrzymania pierwotnej lokalizacji;
- nadmiernej morfogenezy (np. polidaktylia)
- ektopicznej morfogenezy.

Liczne wady powstałe wskutek jednego defektu strukturalnego określa się jako sekwencję malformacyjną; przykładem jest holoprozencefalia.